# Надгробна плоча
Нагробната плоча е възпоменателен знак, поставян на гроба на покойник.
Представлява най-често каменна плоча, върху която са гравирани или изписани данни за раждането, живота и смъртта на починалия.